# La Mata
La Mata ist eine spanische Gemeinde (municipio) in der Provinz Toledo der Autonomen Region Kastilien-La Mancha. 2024 hatte die Gemeinde 915 Einwohner. Die Gemeindefläche beträgt 19,18 km². 

## Lage
La Mata liegt etwa 51 Kilometer westnordwestlich von Toledo und etwa 75 Kilometer südwestlich von Madrid in einer Höhe von ca. 565 m. 

## Bevölkerungsentwicklung
| Jahr      | 1970  | 1981  | 1991  | 2001  | 2011 | 2021 |
| --------- | ----- | ----- | ----- | ----- | ---- | ---- |
| Einwohner | 1.768 | 1.352 | 1.093 | 1.002 | 954  | 993  |

## Sehenswürdigkeiten
- Johannes-der-Täufer-Kirche (Iglesia de San Juan Bautista)
- Peterskapelle
- Rathaus

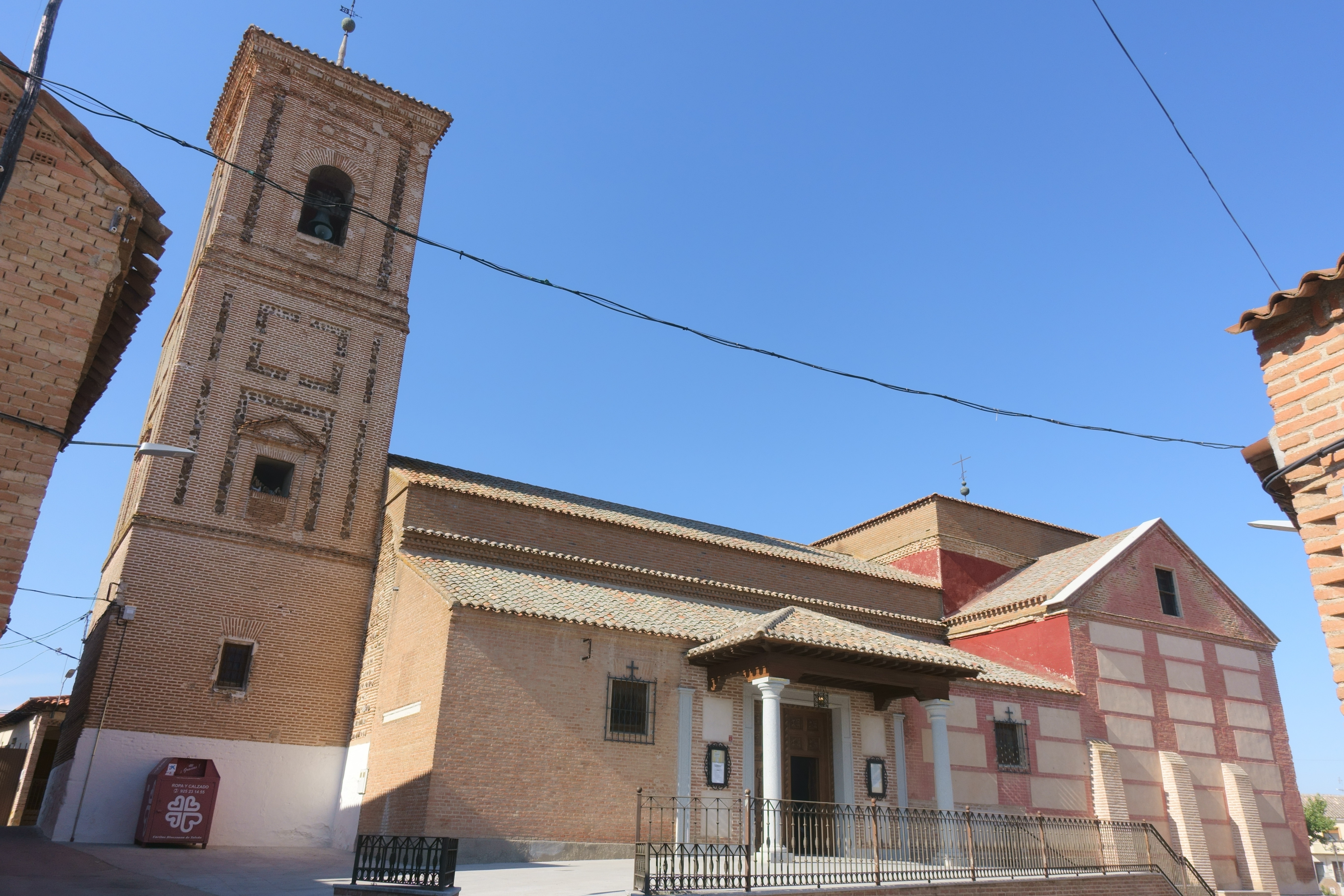
Johannes-der-Täufer-Kirche
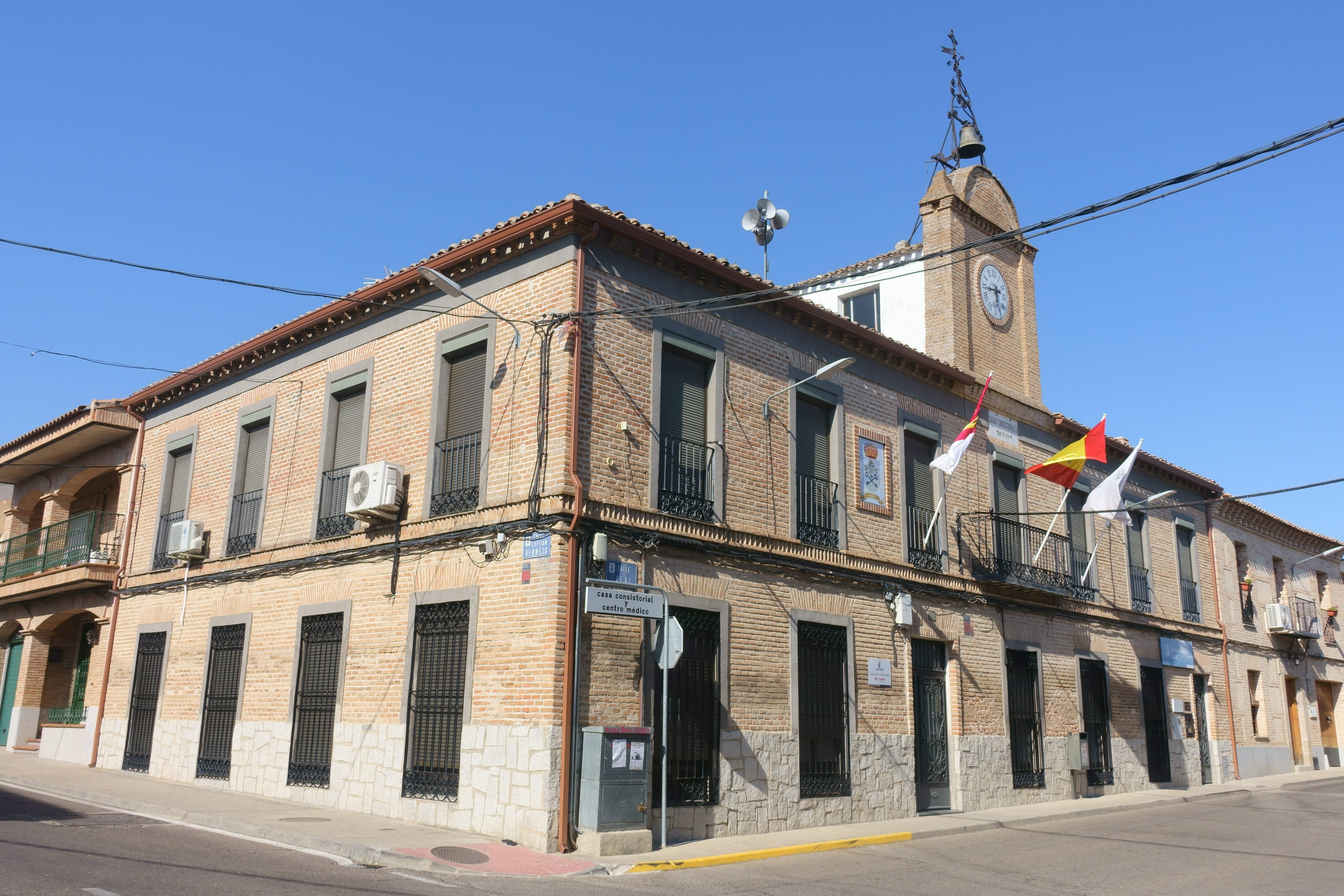
Rathaus